# زهیر بوادود
زهیر بوادود (انگلیسی: Zouhair Bouadoud؛ زادهٔ ۱۲ ژوئیهٔ ۱۹۸۶) بازیکن فوتبال اهل فرانسه است.
از باشگاه‌هایی که در آن بازی کرده‌است می‌توان به باشگاه فوتبال لو آور اشاره کرد.